# Корални гребен Белизеа
Корални гребен Белизеа чини серија коралног гребења која се протеже уздуж обале Белизеа, око 300 метара на сјеверу до 40 км на југу. Овај корални гребен, дуг око 300 км, је дуги дио 900 км дугог Мезоамеричког коралног гребена који се континуирано пружа од Канкуна на североисточном врху Јукатанског полуострва, дуж тзв. Ривијере Маја, до Хондураса, што га чини другим највећим коралним гребеном на свету, након Великог коралног гребена у Аустралији.
Резерват природе коралног гребена Белизеа заузима велику већину гребена, око 960 км², укључујући 7 морских резервата (Хол Чан), 450 кеј острва (нпр. Амбергрис, Кеј Колкер, Кеј Чапел, Сент Џорџс Кеј, Лонг Кеј, Нордерн Кеј и Сендбор Кеј) и 3 атола као што је Велика плава рупа. Корални гребен Белизеа је једно од биолошки најразноврснијих екосистема на свету, те је дом за око 70 врста тврдих и 36 врста меканих корала, 500 врста риба и стотине врста бескичмењака. Но како је тек 10% гребена истражено, претпоставља се да 90% врста тек треба открити. Због тога је Резерват природе коралног гребена Белизеа уписан на Унесков списак места Светске баштине у Америци 1996. године, а на списак угрожених места Светске баштине је доспио 2009. године због сече шуме мангрова и претераног развоја који је довео до расипања гребења Научници верују како је услед олуја и глобалног загријавања, што је изазвало избељивање корала, од 1998. године оштећено око 40% коралног гребена Белизеа. Како се овај тренд наставља, многи вјерују како гребен нема могућност опоравка.
Корални гребен Белизеа је витално риболовно подручје и највеће туристичко одредиште Белизеа. Сваке године посети га око 260.000 ронилаца из целога света.
- Амбергрис Кеј
- Велика плава рупа
- Поморски резерват Хол Чан
- Тзв. „Мождани корал”
- Плавоглави морски гргеч